# Corruptissima civitate plurimae leges
 Corruptissima civitate plurimae leges  лат. (изговор:  коруптисима цивитате плуриме легес). Што је држава покваренија, то је више закона. (Тацит)

## Поријекло изреке
Ово је рекао познати римски правник, историчар, сенатор и говорник Гај Корнелије Тацит (лат. Publius или Gaius Cornellus Tacitus), у смејени првог у други вијек нове ере.

## Тумачење
Много закона је потребно корумпираној држави, да са њима, у најљепшој могућој, заправо, препоручљивој форми закона, задими лоповлуке и тако их учини невидљивим. (Лажљивац много прича јер се лаж тешко доказује).